# Musée alpin de Munich

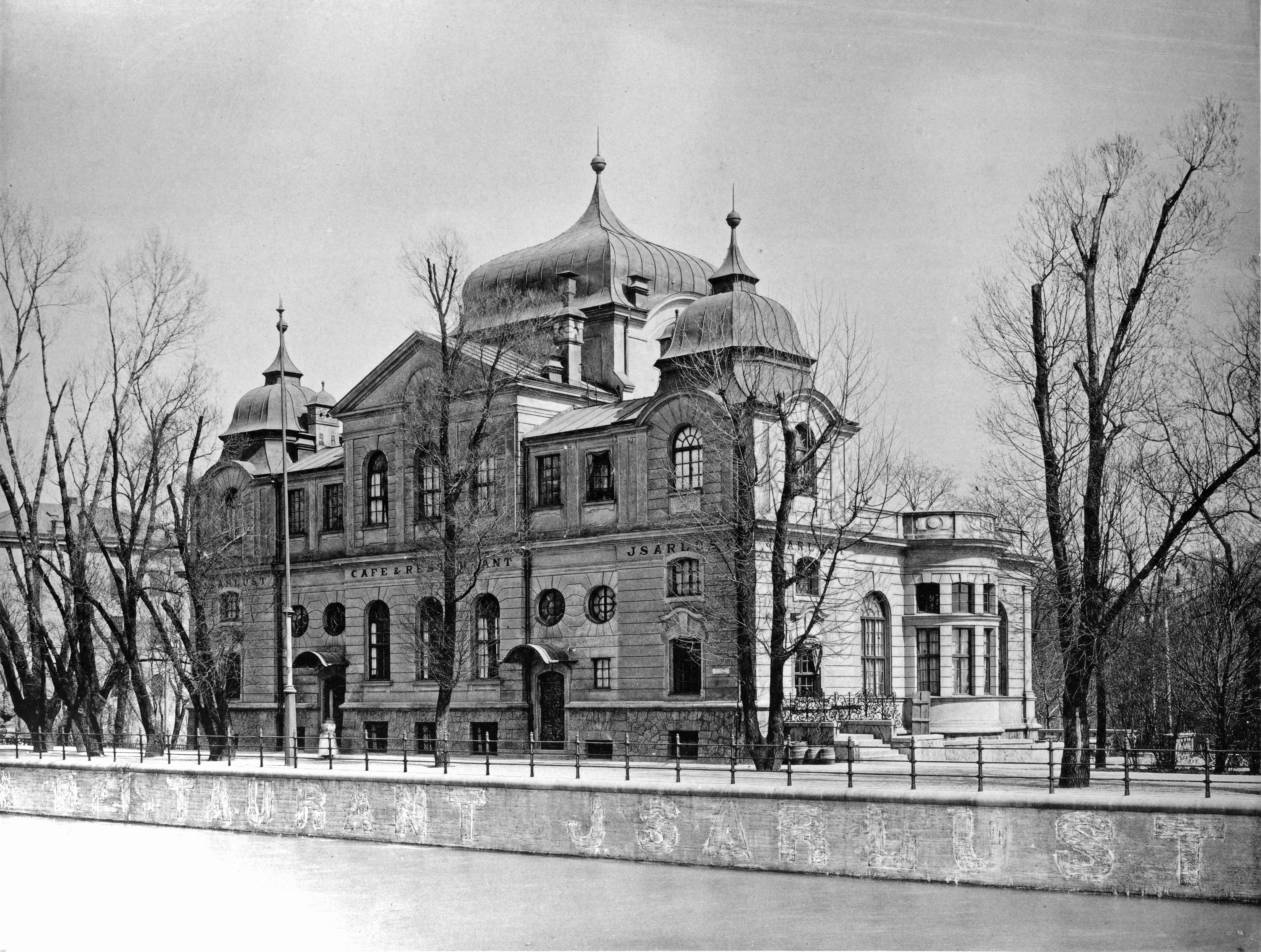
Café & Restaurant Isarlust, au moment de la construction.

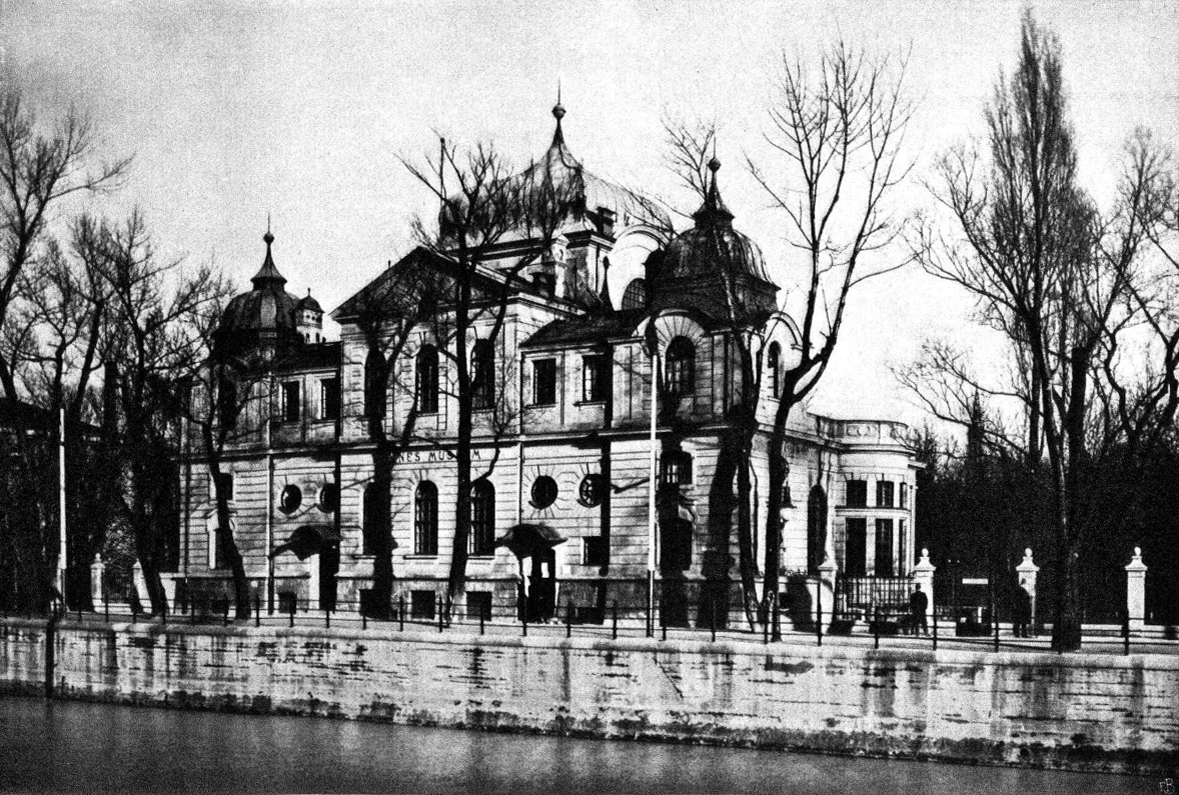
Musée alpin, 1911

Le Musée alpin de Munich est un musée du Club alpin allemand (DAV) sur l'histoire de l'alpinisme. Situé sur l'île Prater dans le centre de Munich, il abrite les archives alpines historiques communes du Club alpin allemand, du Club alpin autrichien et du Club alpin du Tyrol du Sud, et est le point de contact central pour les 187 sections du Club alpin allemand de Bavière et leurs plus de 700 000 membres.

## Histoire
Lorsque le Musée alpin a été fondé en 1907, l'Autriche était initialement comprise dans le projet. Le 14 juillet 1907, l'assemblée générale du Club alpin allemand et autrichien réunie à Innsbruck, charge le comité central à l'unanimité d'engager les travaux préparatoires du musée. La municipalité de Munich a offert au Club l'utilisation gratuite de l'ancien Café & Restaurant Isarlust sur l'île Prater pour la fondation du nouveau musée. Le 18 juillet 1908, l'Assemblée générale décide finalement et à l'unanimité de construire le musée ; le choix de l'emplacement proposé par la Ville de Munich a été quasi unanime. Après avoir repris et adapté le bâtiment en janvier 1909,, le Musée alpin a été inauguré et ouvert le 17 décembre 1911.
Dans des expositions régulières, le musée traite principalement de l'histoire des organisations alpines, mais aussi de la flore, de la faune et du folklore de la région alpine. Les activités du Club Alpin ont été montrées et d'importants alpinistes ont été présentés. Une partie importante des objets exposés étaient des reliefs, dont les plus importants étaient d'Albert Heim (1849-1937), Leo Aegerter (1875-1953) et Xaver Imfeld (1853-1909). Un département mis en place après la fin de la Première Guerre mondiale montrait la guerre des montagnes dans les Dolomites.
À partir de 1929, deux salles plus spacieuses ont été utilisées pour la démonstration du ski alpin (qui jusqu'alors n'était pas considéré comme pleinement apprécié des touristes) et de la technologie alpine, qui a été démontrée en deux groupes de sept mètres de haut avec des personnages grandeur nature. Une autre salle était consacrée au Grossglockner, point culminant de l'Autriche, tant sur le plan scientifique que sur le plan de la technologie alpine. 
En 1901, l'alpiniste et explorateur Willi Rickmer Rickmers (1873-1965) a donné sa bibliothèque alpine en plusieurs volumes à l'Association alpine allemande et autrichienne pour établir une bibliothèque centrale. Cette dernière bibliothèque du Club alpin était logée dans cinq pièces mansardées de la Stadtsparkasse de Munich depuis 1902 et devait être transférée dans le bâtiment Isarlust en 1909, tandis que l'inventaire était constamment agrandi. 
Le bâtiment a été détruit pendant la Seconde Guerre mondiale et les collections ont été déplacées en Autriche dans des tunnels miniers. Après la guerre, le bâtiment a été utilisé comme administration centrale du Club alpin allemand (DAV). Dans les années 1990, la ville a menacé de récupérer le bâtiment parce que le but du musée et de l'éducation n'était plus rempli par les bureaux de l'administration DAV. C'est pourquoi, en 1993, l'Association alpine a décidé de reconstruire le musée alpin sur l'île Prater. L'exposition a été repensée et mise en place par Helmuth Zebhauser, représentant culturel du Club alpin allemand, et le musée a été rouvert en 1996.
Une exposition permanente documente, entre autres, l'usage touristique des Alpes. Des expositions spéciales sur des thèmes alpins sont également organisées chaque année.
La première directrice du musée fut Maike Trentin-Meyer. Le 1er juillet 2000, Friederike Kaiser a été nommée directrice du Musée alpin,.
De novembre 2011 à juin 2012, le musée a célébré son centenaire avec l'exposition spéciale Berg Heil ! Club Alpin et Alpinisme 1918-1945 ainsi que divers événements de discussion accompagnant le sujet.
En 2013, le musée a reçu 200 aquarelles et dessins des héritiers des frères Hermann von Schlagintweit, Adolph von Schlagintweit et Robert von Schlagintweit, qu'ils ont réalisés lors de leur expédition en Inde, au Népal, au Tibet et au Turkestan entre 1854 et 1857.
À la suite de la démolition complète de l'ancienne cabane en rondins Höllentalangerhütte dans les Alpes bavaroises en 2013, la cabane en rondins originaire a été reconstruite dans l'espace extérieur du musée alpin et ouverte au public en mars 2017, y compris l'historique ameublement.

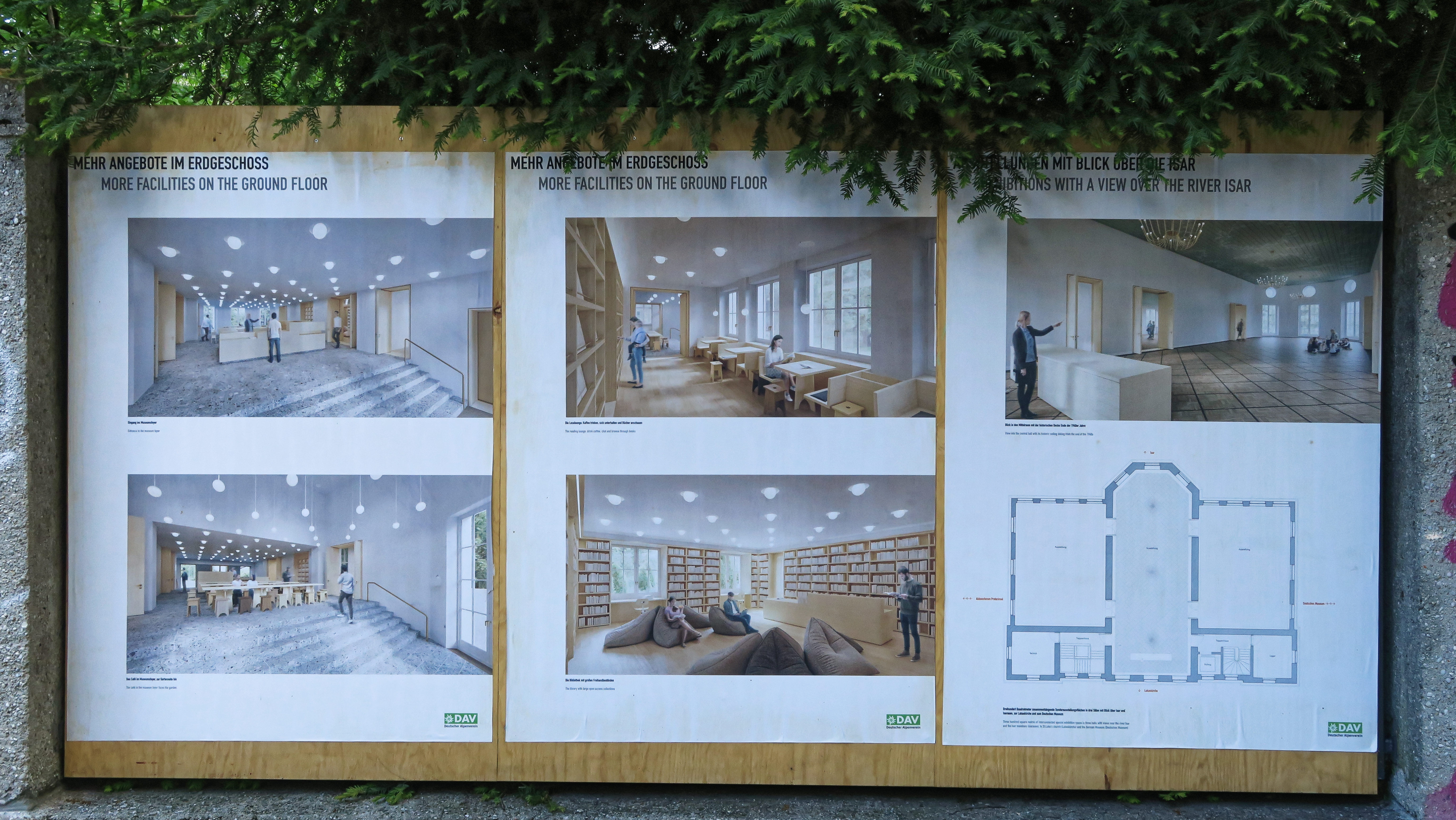
Juin 2021 : Réaménagement intérieur

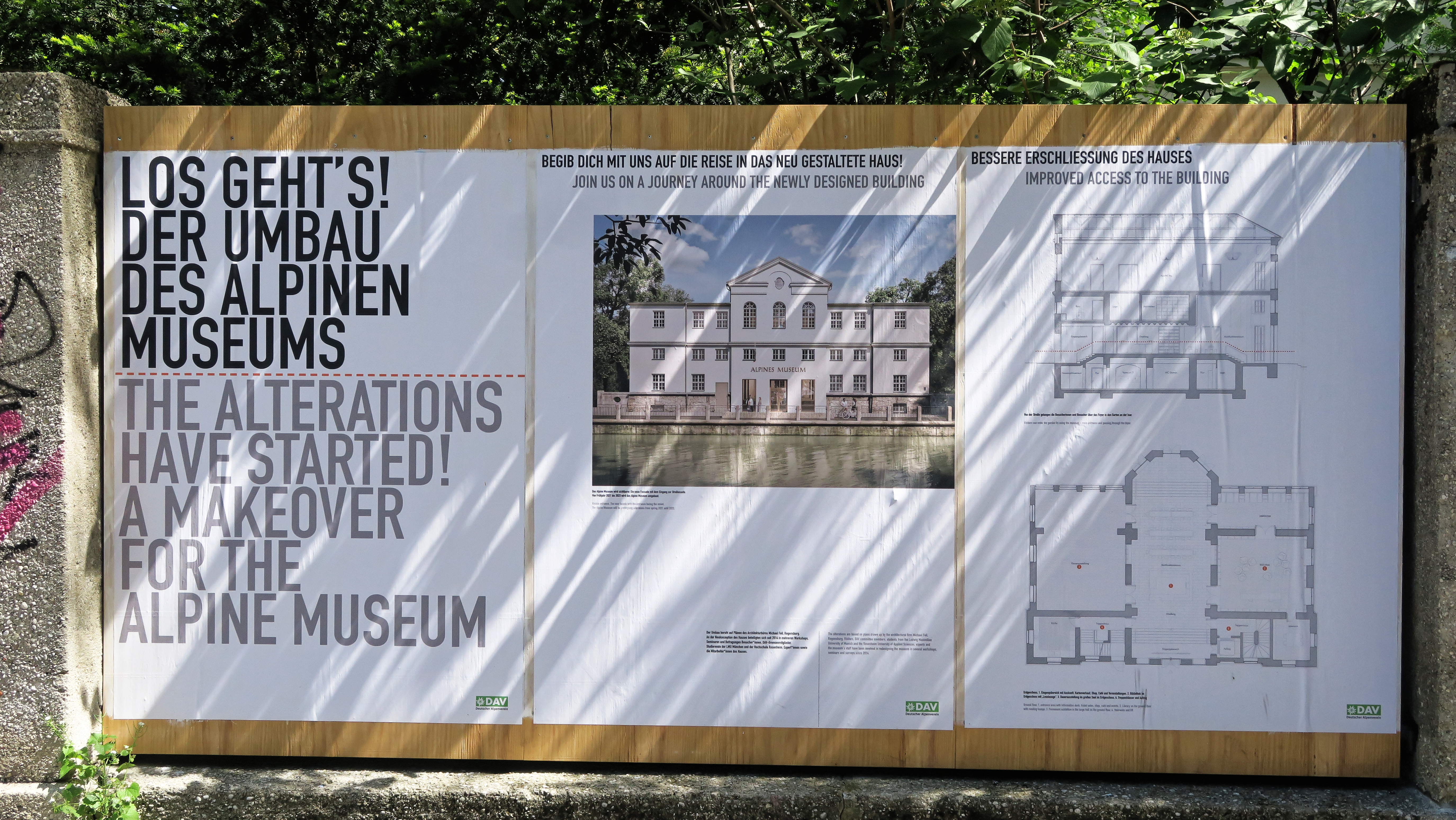
Entrée de la ville

## Reconstitution
En raison d'importants travaux de rénovation, le Musée alpin est fermé depuis janvier 2021, tout comme la bibliothèque et les archives des associations du Club alpin. La rénovation du musée est basée sur la structure historique du bâtiment. La maison doit retrouver ses volumes originels de 1887-88. De grands espaces d'exposition seront créés à l'étage supérieur, la bibliothèque bénéficiera de plus d'espace et sera relocalisée en bonne place au rez-de-chaussée. Une nouvelle terrasse est en cours de construction dans le jardin face à l'Isar, le parc avec quelques arbres centenaires sera entièrement préservé, et l'entrée du musée sera plus visible côté ville. La modernisation et la rénovation du musée alpin et de ses installations sur l'île Prater de Munich sont financées par le gouvernement allemand à hauteur de 4,9 millions d'euros, par la ville de Munich avec 1 million d'euros et par l'État de Bavière avec près d'un million d'euros. Le Club alpin allemand lui-même contribue avec 2,5 millions d'euros.

## Littérature
- Mitteilungen des Deutschen und Österreichischen Alpenvereins, Jahrgang 1911 (Band XXXVII), S. 292–294. (Online bei ALO)..
- C. Müller (d. i. Karl Müller) :  Mitteilungen des Deutschen und Österreichischen Alpenvereins, Jahrgang 1912 (Band XXXVIII), S. 15–18. (Online bei ALO).
—Mitteilungen des Deutschen und Österreichischen Alpenvereins, Jahrgang 1912 (Band XXXVIII), S. 31–34. (Online bei ALO).
- Bayerischer Architekten- und Ingenieur-Verband (Hrsg.): München und seine Bauten. Bruckmann, München 1912, DNB, OBV. – Inhaltsverzeichnis online (PDF).
- A(loys) Dreyer: Mitteilungen des Deutschen und Österreichischen Alpenvereins, Jahrgang 1916 (Band XLII), S. 53 f. (Online bei ALO).
- Karl Müller: Führer durch das Alpine Museum des Deutschen und oesterreichischen Alpen-Vereins in München. Lindauer, München 1916, DNB, ÖNB.
- Alfred Steinitzer: Mitteilungen des Deutschen und Österreichischen Alpenvereins, Jahrgang 1917 (Band XLIII), S. 42–45. (Online bei ALO).
- Ernst Enzensperger: Mitteilungen des Deutschen und Österreichischen Alpenvereins, Jahrgang 1918 (Band XLIV), S. 59–61. (Online bei ALO).
- Alfred Steinitzer: Mitteilungen des Deutschen und Österreichischen Alpenvereins, Jahrgang 1918 (Band XLIV), S. 9 f. (Online bei ALO).
- Otto Raab: Mitteilungen des Deutschen und Österreichischen Alpenvereins, Jahrgang 1918 (Band XLIV), S. 115 ff. (Online bei ALO).
- C. Müller (d. i. Karl Müller):  Mitteilungen des Deutschen und Österreichischen Alpenvereins, Jahrgang 1922 (Band XLVIII), S. 2 f. (Online bei ALO).
- Hermann Bühler: Führer durch das Alpine Museum in München. Im Auftrage des Deutschen Alpenvereins und des Vereins der Freunde des Alpinen Museums. Rother, München 1941, Permalink DNB, OBV.
- Helmuth Zebhauser (Hrsg.), Maike Trentin-Meyer (Hrsg.): Zwischen Idylle und Tummelplatz. Katalog für das Alpine Museum des Deutschen Alpenvereins in München. (Aspekte der Alpinismusgeschichte). Rother, München 1996  (ISBN 3-7633-8100-7).
- Hans-Michael Körner: Wozu Geschichte? Was heißt und zu welchem Ende studiert man Alpingeschichte? Schriftenreihe / Alpines Museum des Deutschen Alpenvereins, Band 1. Bergverlag Rother, Ottobrunn 1997  (ISBN 3-7633-8105-8).
- Katharina Weigand (Hrsg.): Heimat. Konstanten und Wandel im 19./20. Jahrhundert. Vorstellungen und Wirklichkeiten. 1. Kolloquium des Alpinen Museums. Schriftenreihe / Alpines Museum des Deutschen Alpenvereins, Band 2, ZDB-ID 1466848-8. Bergverlag Rother, Ottobrunn 1997  (ISBN 3-7633-8104-X).
- Maike Trentin-Meyer, Helmuth Zebhauser (Hrsg.): Erhaben und erobert. Katalog der Gemäldesammlung des Alpinen Museums des Deutschen Alpenvereins. Deutscher Alpenverein, München 1998  (ISBN 3-7633-8107-4).
- Günter Nagel, Walter M. Welsch: Karten der Berge. Vom Meßtisch zur Satellitenvermessung ; Katalog zur Ausstellung des Bayerischen Landesvermessungsamtes und des Deutschen Alpenvereins. Alpines Museum des DAV, München 1999  (ISBN 3-928777-66-1).
  - Maike Trentin-Meyer, Walter Welsch: Karten der Berge. Vom Meßtisch zur Satellitenvermessung. In: DAV Panorama. Heft 5/1999. DAV, München 1999, S. 32–36. – Text online (PDF; 555 kB), abgerufen am 27. März 2012.
- Helmuth Zebhauser: Reklamemarken aus den Sammlungen des Alpinen Museums im Zentralarchiv des Deutschen Alpenvereins. Alpines Museum des Deutschen Alpenvereins, Band 4. Bergverlag Rother, Ottobrunn 1999  (ISBN 3-928777-68-8).
- Helmuth Zebhauser: Buchstaben im Museum. Sprache, Textsorten, Textform für begehbare Medien. Arbeitsgrundlage für das Alpine Museum in München und seine Ausstellungen. Alpines Museum des Deutschen Alpenvereins, Band 5. Deutscher Alpenverein, München 2000  (ISBN 3-928777-69-6).
- Robert Stalla: Ansichten vom Berg. Der Wandel eines Motivs in der Druckgrafik von Dürer bis Heckel. Aus der Sammlung des Alpinen Museums des Deutschen Alpenvereins, München. Alpines Museum des DAV, München, vom 15. November 2001 bis 31. März 2002 (…) Deutscher Kunstverlag, München (u. a.) 2001  (ISBN 3-422-06352-8).
- Thomas Schirmböck, Jürgen Palmer, Aurel Schmidt: Michael Schnabel, Stille Berge. Anlässlich der Ausstellung Michael Schnabel, Stille Berge: (…) Alpines Museum München, Winter/Frühjahr 2004/2005 (…) Edition Braus, Heidelberg 2004  (ISBN 3-89904-135-6).
- Augusto Golin, Friederike Kaiser (Red.): Berge im Kasten. Fotografien aus der Sammlung des Deutschen Alpenvereins, 1870–1914. Begleitbuch zur Ausstellung im Alpinen Museum des Deutschen Alpenvereins, München, 11. Mai 2006 bis 18. März 2007. Deutscher Alpenverein, München 2006  (ISBN 3-937530-13-4). – Inhaltsverzeichnis online (PDF).
  - fk (d. i. Friederike Kaiser): Berge im Kasten. Fotografien aus der Sammlung des Deutschen Alpenvereins, 1870 bis 1914, bilden den Schwerpunktauftakt für 2006. In: DAV Panorama. Heft 2/2006. DAV, München 2006, ZDB-ID 2589886-3, S. 98 f. – Text online (PDF; 2 MB), abgerufen am 27. März 2012.
- Hanno Loewy (Hrsg.), Gerhard Milchram (Hrsg.): „Hast du meine Alpen gesehen?“ Eine jüdische Beziehungsgeschichte. (…) Alpines Museum des Deutschen Alpenvereins, München, April 2010 bis Februar 2011. 2. Auflage. Bucher, Hohenems 2010  (ISBN 978-3-902679-41-3). – Inhaltsverzeichnis online (PDF).

## Liens web
- Site officiel
- Unterlagen zum „Alpinen Museum“. Dans: dav-bibliothek.de. Club Alpin Allemand ; consulté le 19 novembre 2021
- Musée accessible virtuellement et de manière interactive

## Remarques
1. ↑  Leitung: Akademischer Maler Fritz Delcroix (* 18 juillet 1864 à Munich ; † 21 juin 1918 ebendort). – In: Die Eröffnung des Alpinen Museums in München, S. 293.
2. ↑  Museumsleiter: Landgerichtsrat a. D. Karl Müller. – In: Die Eröffnung des Alpinen Museums in München, S. 293.